# Eutymiusz II (prawosławny patriarcha Antiochii)
Eutymiusz II – prawosławny patriarcha Antiochii. Był ostatnim patriarchą, który przebywał na wygnaniu w Konstantynopolu.